# Avanafil
Avanafil ou Avanafila (nome comercial Stendra ou Spedra) é um inibidor de PDE5  desevolvido para o tratamento da disfunção erétil. A proprietária da molécula é o laboratório farmacêutico Vivus. Foi aprovado pelo FDA para comercialização em 27 de abril de 2012.

## Estudos Clínicos
Os ensaios e estudos clínicos da Avanafila comprovaram a sua eficácia em diferences grupos com sintomas diferenciados de disfunção erétil e de condições de saúde, comprovando sua eficácia para o tratamento de problemas relacionados à atividade sexual:
- Em pacientes com dupla ocultação;
- Em pacientes com grupos paralelos e controlados por placebos;
- Em população geral com problemas de disfunção erétil;
- Em pacientes com disfunção erétil e portadores de diabetes tipo 1 e tipo 2;
- Em pacientes com disfunção erétil após tratamentos da próstata.

A dose de Stendra 100 e 200mg melhorou a performance sexual de cerca de 60% de todos os utilizadores.

## Efeitos Colaterais
Os efeitos colaterais mais comuns de Avanafila (Stendra) são dor de cabeça, rubor, nariz entupido ou escorrendo, dor de garganta e dor nas costas.
Os efeitos colaterais raros e graves da STENDRA podem incluir:
- Uma ereção que não desaparecerá (priapismo).
- Perda de visão repentina em um ou ambos os olhos.

- Diminuição da audição repentina ou perda de audição. Algumas pessoas também podem ter ouvido nos ouvidos (zumbido) ou tonturas